# Elecciones a la Asamblea Constitucional de la República Dominicana de 1946
Elecciones a la Asamblea Constitucional tuvieron lugar en República Dominicana el 8 de diciembre de 1946. La función de la Asamblea era revisar y enmendar ciertos artículos de la constitución.